# 池谷・張彗星

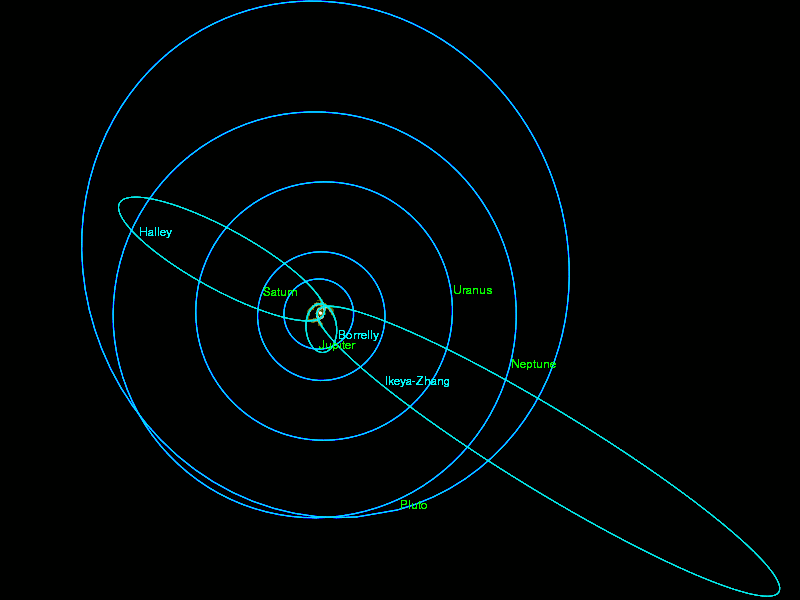
池谷・張彗星の軌道(右下)。左上はハレー彗星、中央はボレリー彗星。

池谷・張彗星（いけや・ちゃんすいせい、英語: 153P/Ikeya-Zhang）は、2002年2月1日に発見された周期彗星である。登録番号がついた周期彗星の中では、最長の周期（366年）を有する。

## 概要
2002年2月1日、静岡県周智郡森町の池谷薫が口径25cm反射望遠鏡で発見を報告した。同日、中国河南省開封市近くで張大慶も口径20cm反射望遠鏡で発見した。なお、同日にブラジルのPaulo M. Raymundoも個別に発見していた。この時点では、仮符号C/2002 C1が与えられた。
この彗星の軌道を調べた東亜天文学会の中野主一は、1532年に明で発見された大彗星(C/1532 R1)の回帰である可能性を指摘したが、予想された軌道から彗星がずれたので否定された。その後、中野は、1661年2月にポーランドの天文学者ヨハネス・ヘヴェリウスが発見したヘヴェリウス彗星 (C/1661 C1) の回帰だと指摘した。C/1661 C1は、2月3日から3月28日まで観測され、6度角ほどの尾が観測された。この彗星の記録は、清の文書（順治18年1月4日と8日に記録あり）、そして和歌山県と岐阜県にも残されていた。
この説はその後の観測で証明され、池谷･張彗星は周期が366年にも達する周期彗星であることがわかって、MPC 46081で登録番号153Pが与えられた（これに伴い、ヘヴェリウス彗星の名は廃止された）。登録番号がついた周期彗星の中では、ハーシェル・リゴレー彗星の公転周期155年とポンス・ガンバール彗星の188年を抜いて最長の周期である。
発見当時は9等だった彗星は、3月18日に近日点を通過し、最大3等前後に達した。また、イオンテイルが10分単位で変化するなど、ダイナミックな活動を見せた。次に回帰してくるのは2362年と予測されている。